# Kevin Connauton
Kevin Connauton, född 23 februari 1990, är en kanadensisk professionell ishockeyback som är kontrakterad till Utah Mammoth i National Hockey League (NHL) och spelar för Tucson Roadrunners i American Hockey League (AHL).
Han har tidigare spelat för Dallas Stars, Columbus Blue Jackets, Arizona Coyotes, Colorado Avalanche, Florida Panthers och Philadelphia Flyers i NHL; Manitoba Moose, Chicago Wolves, Texas Stars, Colorado Eagles, Lehigh Valley Phantoms och Ontario Reign i AHL; Vancouver Giants i Western Hockey League (WHL) samt Western Michigan Broncos i National Collegiate Athletic Association (NCAA).
Connauton draftades av Vancouver Canucks i tredje rundan i 2009 års draft som 83:e totalt.

## Klubblagskarriär

### NHL

#### Vancouver Canucks
Connauton draftades i tredje rundan i 2009 års draft av Vancouver Canucks som 83:e spelare totalt och skrev på ett treårigt entry level-kontrakt värt 2,7 miljoner dollar med klubben den 28 april 2010.

#### Dallas Stars
Den 2 april 2013 tradades han tillsammans med ett val i andra rundan i NHL-draften 2013 (Philippe Desrosiers) till Dallas Stars, i utbyte mot Derek Roy.

#### Columbus Blue Jackets
Han plockades, efter att Stars placerat honom på waivers, av Columbus Blue Jackets den 18 november 2014.

#### Arizona Coyotes
Efter att Blue Jackets också placerat honom på waivers, plockades han denna gång av Arizona Coyotes den 13 januari 2016.

#### Colorado Avalanche
Han tradades den 25 juni 2019, tillsammans med ett val i tredje rundan i NHL-draften 2020, till Colorado Avalanche i utbyte mot Carl Söderberg.

## Statistik
| 2004–2005  | CAC Canadians             | AMBHL      | 7   | 3  | 3   | 6   | 12  | —  | — | —  | —  | —  |
| 2005–2006  | CAC Edmonton Canadians    | AMHL       | 36  | 10 | 11  | 21  | 60  | —  | — | —  | —  | —  |
| 2006–2007  | CAC Edmonton Canadians    | AMHL       | 33  | 11 | 13  | 24  | 79  | —  | — | —  | —  | —  |
| 2006–2007  | Fort Saskatchewan Traders | AJHL       | 1   | 0  | 0   | 0   | 0   | —  | — | —  | —  | —  |
| 2007–2008  | Spruce Grove Saints       | AJHL       | 56  | 13 | 32  | 45  | 59  | 15 | 5 | 0  | 5  | 18 |
| 2008–2009  | Western Michigan Broncos  | NCAA       | 40  | 7  | 11  | 18  | 44  | —  | — | —  | —  | —  |
| 2009–2010  | Vancouver Giants          | WHL        | 69  | 24 | 48  | 72  | 107 | 16 | 3 | 10 | 13 | 21 |
| 2010–2011  | Manitoba Moose            | AHL        | 73  | 11 | 12  | 23  | 51  | 6  | 1 | 0  | 1  | 0  |
| 2011–2012  | Chicago Wolves            | AHL        | 71  | 13 | 20  | 33  | 58  | 5  | 0 | 1  | 1  | 8  |
| 2012–2013  | Chicago Wolves            | AHL        | 60  | 7  | 18  | 25  | 67  | —  | — | —  | —  | —  |
|            | Texas Stars               | AHL        | 9   | 2  | 4   | 6   | 6   | 9  | 2 | 3  | 5  | 6  |
| 2013–2014  | Dallas Stars              | NHL        | 36  | 1  | 7   | 8   | 16  | 4  | 0 | 0  | 0  | 16 |
|            | Texas Stars               | AHL        | 6   | 0  | 1   | 1   | 23  | —  | — | —  | —  | —  |
| 2014–2015  | Dallas Stars              | NHL        | 8   | 0  | 2   | 2   | 6   | —  | — | —  | —  | —  |
|            | Columbus Blue Jackets     | NHL        | 54  | 9  | 10  | 19  | 29  | —  | — | —  | —  | —  |
| 2015–2016  | Columbus Blue Jackets     | NHL        | 27  | 1  | 7   | 8   | 21  | —  | — | —  | —  | —  |
|            | Arizona Coyotes           | NHL        | 38  | 4  | 5   | 9   | 39  | —  | — | —  | —  | —  |
| 2016–2017  | Arizona Coyotes           | NHL        | 24  | 0  | 1   | 1   | 24  | —  | — | —  | —  | —  |
|            | Tucson Roadrunners        | NHL        | 2   | 1  | 2   | 3   | 2   | —  | — | —  | —  | —  |
| 2017–2018  | Arizona Coyotes           | NHL        | 73  | 11 | 10  | 21  | 20  | —  | — | —  | —  | —  |
| 2018–2019  | Arizona Coyotes           | NHL        | 50  | 1  | 7   | 8   | 22  | —  | — | —  | —  | —  |
| 2019–2020  | Colorado Avalanche        | NHL        | 4   | 0  | 0   | 0   | 0   | 4  | 0 | 1  | 1  | 6  |
|            | Colorado Eagles           | AHL        | 38  | 5  | 22  | 27  | 36  | —  | — | —  | —  | —  |
| 2020–2021  | Florida Panthers          | NHL        | 7   | 0  | 1   | 1   | 7   | —  | — | —  | —  | —  |
| 2021–2022  | Florida Panthers          | NHL        | 13  | 0  | 0   | 0   | 2   | —  | — | —  | —  | —  |
|            | Philadelphia Flyers       | NHL        | 26  | 1  | 2   | 3   | 2   | —  | — | —  | —  | —  |
| 2022–2023  | Lehigh Valley Phantoms    | AHL        | 63  | 3  | 12  | 15  | 49  | 3  | 0 | 0  | 0  | 0  |
| 2023–2024  | Ontario Reign             | AHL        | 61  | 3  | 15  | 18  | 77  | 7  | 1 | 0  | 1  | 10 |
| 2024–2025  | Tucson Roadrunners        | AHL        | 56  | 6  | 11  | 17  | 78  | 3  | 0 | 1  | 1  | 0  |
| NHL totalt | NHL totalt                | NHL totalt | 360 | 28 | 52  | 80  | 188 | 8  | 0 | 1  | 1  | 22 |
| AHL totalt | AHL totalt                | AHL totalt | 439 | 51 | 117 | 168 | 447 | 33 | 4 | 5  | 9  | 24 |